# 'Ndrina Abbruzzese
La 'ndrina Abbruzzese è una cosca malavitosa o 'ndrina della 'ndrangheta calabrese di Cassano allo Ionio e Corigliano Calabro, in Cosenza.

## Storia

### Anni '80 - '90 - Nascita
Emerge nel cosentino alla fine degli anni '90 assaltando furgoni portavalori, e come dice il loro soprannome sono "zingari" di etnia Rom.
Il pentito Franco Bevilacqua fu il primo a raccontare di come li aveva integrati nel sistema criminale della 'ndrangheta calabrese battezzando alcuni come picciotti e assegnando le doti di camorrista e sgarrista.
La 'ndrangheta chiedeva in cambio che qualche elemento delle 'ndrine partecipasse agli assalti. Per poter eseguire estorsioni il clan doveva perpetrarle sempre con un italiano, che fino al 1999, anno della morte, era Vittorio Marchio.

### Anni 2000 - Faida di Cassano allo Ionio
Dal 1999 e fino al 2001 a causa delle mire espansionistiche del clan degli zingari scoppia una guerra con le 'ndrine di Cosenza.
I primi a cadere sono Benito Aldo Chiodo e Francesco Tucci. Gli zingari chiedevano di entrare per affiliazione nella 'ndrangheta, ma le famiglie cosentine erano restìe. Di conseguenza il clan degli zingari tentò di coinvolgere le famiglie di Cirò e Corigliano Calabro e far ricadere la colpa su Cosenza. La guerra si concluse nel 2001 con l'arresto a Gioiosa Ionica di Franco Bevilacqua che poi si pentì.
Nel 2009 con l'operazione Timpone Rosso vengono arrestati diversi presunti affiliati tra cui il presunto boss Francesco Abruzzese, detto Dentuzzo.

### Anni 2010 - L'omicidio di Cocò Campolongo e l'operazione Gentleman
Nel 2012 viene condannato all'ergastolo, confermata in appello nel 2014, annullato poi in Cassazione con rinvio della sentenza ed a dicembre 2017 assolvendolo nel nuovo processo d'appello.
Il 27 agosto 2012 viene arrestato a Cosenza dalla squadra mobile e della Direzione centrale anticrimine della polizia il latitante e presunto capo del clan degli zingari Franco Bruzzese. Era stato condannato a 12 anni di carcere per associazione mafiosa e rapina.
A gennaio 2014 vengono carbonizzati in un furgone a Cassano allo Ionio Cocò Campolongo, bimbo di tre anni, insieme al nonno Giuseppe Iannicelli e alla sua compagna Ibtissa Touss per mando di Faustino Campilongo e Cosimo Donato su ordine degli Abbruzzese per motivazioni da ricercarsi nello spaccio di droga.
Il 16 febbraio 2015 la Guardia di Finanza conclude l'operazione Gentleman che porta all'arresto 33 persone che avevano diramazioni in Puglia, Basilicata, Piemonte, Emilia-Romagna e Lombardia con un giro d'affari nel campo del narcotraffico del presunto valore di 45 milioni di euro. La cocaina proveniva dal Sud America, mentre l'eroina e la marijuana dall'Europa dell'est.

### Anni 2020
- 16 febbraio 2021: operazione Kossa contro i Forastefano e gli Abbruzzese[8][9].

## Organizzazione
- Francesco Abbruzzese (1967), detto "Francu u Zingaru"[10], ex capobastone[11]. Viene arrestato a Corato (BA) nel 2005[10] insieme al fratello Giovanni Abbruzzese e ad altri criminali mentre tentavano l'assalto ad un furgone portavalori e ricercati per altri assalti a portavalori avvenuti tra il Molise e la Campania[10]. Il tribunale di Bari li condanna entrambi a 10 anni di carcere. Nel 2010 esce di carcere e diventa reggente della cosca[10]. Nel gennaio 2012 è nuovamente ricercato per il tentato omicidio di Antonio Bevilacqua, ma viene catturato solo ad agosto dello stesso anno.
- Eduardo Pepe (? - 2003) viene ucciso il 3 ottobre 2003[12].
- Franco Bevilacqua (ora pentito)
- Luigi Abbruzzese
- Fioravante Abbruzzese, ex capobastone ucciso[12].

## Media
Nel secondo episodio "Lessico criminale" del programma di Rai 1 "Cose Nostre" andando in onda il 11 luglio 2019 viene descritta la vicenda e la storia dell'omicidio di Cocò Campolongo e della sua famiglia.